# Ran Tan Plan
Pour les articles homonymes, voir Rantanplan (homonymie).
Ran Tan Plan est une revue belge d'étude de la bande dessinée publiée de février 1966 (no 1) à août 1978 (no 35-36) par le Club des amis de la bande dessinée (CABD) et dirigée par André Leborgne.

## Histoire
Nommée d'après Rantanplan, un chien idiot apparaissant régulièrement dans la série Lucky Luke, c'est d'abord la feuille de liaison du CABD, avant de devenir le principal fanzine d'étude belge. Jacques Glénat s'en est inspiré lorsqu'il a fondé en 1969 son fanzine Schtroumpf : Les Cahiers de la bande dessinée.
À partir du 32e numéro, elle est renommée RTP (1975). La périodicité est trimestrielle.

#### Livres
- Patrick Gaumer, « C.A.B.D. (Club des amis de la bande dessinée) », dans Dictionnaire mondial de la BD, Paris, Larousse, 2010 (ISBN 9782035843319), p. 136.
- Patrick Gaumer, « Ran Tan Plan / STP », dans Dictionnaire mondial de la BD, Paris, Larousse, 2010 (ISBN 9782035843319), p. 710.

#### Périodiques
- Thierry Martens, « Et les fanzines ? : Ran Tan Plan », Spirou, Dupuis, no 1811,‎ 28 décembre 1972, p. 51